# محمد شرقی
محمد ابن شرقی (؟ -۱۵۵۷م) محدث و فقیه الجزایری در نیمهٔ اول سدهٔ شانزدهم میلادی/دهم هجری بود. از بزرگان تلمسان حدیث فراگرفت، سپس خود برای تدریس آن در مسجد جامع تلسمان برگزیده شد. گه‌گاه از او در برخی منابع با عنوان «آخرین محدث حافظِ موثق در مغرب» یاد می‌کنند.